# Джаміль Муфідзаде
Джаміль Мір Юсиф огли Муфідзаде (азерб. Cəmil Miryusif oğlu Müfidzadə; 24 лютого 1934, Ордубад, Нахічеванська АРСР, Азербайджанська РСР, СРСР — 20 грудня 2019, Баку, Азербайджан) — азербайджанський графік. Народний художник Азербайджану (2002).

## Життєпис
Джаміль Муфідзаде народився 24 лютого 1934 року в Ордубаді. Він став п'ятою дитиною в родині. Батько працював бухгалтером, а мати була домогосподаркою. З юних років захоплювався малюванням. Першу спеціалізовану освіту він отримав у 1948—1955 роках у Бакинському художньому училищі імені Азіма Азимзаде. Його дипломною роботою стала картина «Відправка експонатів на Всесоюзну виставку». Потім у 1955—1956 роках проходив навчання в Київській середній художній школі, де від захопився офортом. У Києві Муфідзаде дізнався, що в Харківському державному художньому інституті викладає видатний український графік Василь Мироненко, після чого вирішив перевестися до нього на відділення графіки. У Харківському державному художньому інституті Джаміль Муфідзаде навчався від 1959 до 1962 року, його дипломною роботою стала серія з дванадцяти кольорових офортів «Нафтові камені». Після закінчення навчання повернувся до Баку, де йому виділили майстерню і дали невелику квартиру в Ічері-шехер.
Брав участь у виставках від 1957 року. Серед найвідоміших його серій робіт: «Ічері-шехер», «Нафта Апшерона», «Баку — нафтова столиця», «Бухенвальд», «Хиналиг», «На землі Монголії», «Враження від Єгипту» та інші. Над серією «Ічері-шехер» він почав працювати 1965 року, а закінчив у кінці 1990-х, вона включає близько сотні картин. Твори художника зберігаються в Азербайджанському державному музеї мистецтв, Державній картинній галереї, Державному музеї мистецтв народів Сходу (Москва), будинку-музеї Максима Горького (Москва), музеї Людвіга (Німеччина), музеї мистецтв Улан-Батора (Монголія) і приватних колекціях ряду країн.
Джаміль Муфідзаде очолював кафедру графіки в Азербайджанській державній академії мистецтв, був автором підручника «Офорт».
Джаміль Муфідзаде багато подорожував. Він випустив книгу «4/5 Землі», до якої увійшли його фотоспогади і роботи, виконані під час подорожей.
Помер 20 грудня 2019 року в Баку.

## Нагороди
- Заслужений художник Азербайджанської РСР (1982)[4]
- Народний художник Азербайджану (2002)